# Pedro Corbalán Martínez
Pedro Corbalán Martínez (Montmeló, 15 de novembre de 1966) és un exfutbolista català, que ocupava la posició de davanter.

## Trajectòria
Va començar a destacar a la UE Alzira (85/86). Posteriorment va militar al FC Barcelona B (86/88) i Llevant UE (88/89). L'estiu de 1989 fitxa per l'Albacete Balompié. Al conjunt manxec hi realitza una gran campanya, tot marcant 25 gols. A l'any següent, en marca 16, imprescindibles per a l'ascens de l'Albacete a primera divisió.
La temporada 91/92 el conjunt manxec debuta a la màxima categoria, i Corbalán tindria l'honor de marcar el primer gol de l'Albacete, un 8 de setembre de 1991 davant el València CF. Va acabar la lliga amb sis gols en 23 partits, molts d'ells de suplent, i la temporada 92/93 ja tot just hi apareix en sis partits.
La temporada 93/94 recala al Reial Múrcia CF, el primer dels equips amb qui jugaria a la Segona Divisió: CD Toledo (94/95), Getafe CF (95/96) i Écija Balompié (96/97. Posteriorment hi militaria en clubs més modestos, com el Benidorm CD, el Mar Menor i l'Alacant CF, on es retiraria el 1999.